# Mysidetes halope
Mysidetes halope är en kräftdjursart som beskrevs av O'Brien 1986. Mysidetes halope ingår i släktet Mysidetes och familjen Mysidae. Inga underarter finns listade i Catalogue of Life.